# Schizomavella cornuta
Schizomavella cornuta is een mosdiertjessoort uit de familie van de Bitectiporidae. De wetenschappelijke naam van de soort is voor het eerst geldig gepubliceerd in 1867 door Heller.